# Johannes Akkerhaugen
Johannes Akkerhaugen, född 11 augusti 1939, är en norsk bågskytt. Han deltog vid olympiska sommarspelen 1972.